# Manhunt International 2016
Manhunt International 2016 foi a 17ª edição do tradicional e pioneiro concurso de beleza masculino realizado geralmente no continente asiático, Manhunt Internacional. O certame voltou a ser dirigido pelo empresário Alex Liu, detentor da Exclusive Resources Marketing, após um hiato de três anos sem realização. Participaram quarenta e três (43) aspirantes ao título, pertencente até a data da final, ao filipino June Macasaet, eleito em 2012. O evento ocorreu no Shenzhen Haiya Grand Theatre, na China com um público estimado em 4.000 pessoas e  não foi transmitido. O grande campeão foi o representante da Suécia, Patrik Sjöö que ganhou U$7.500 dólares.

## Resultados

### Colocações
| Posição                 | País e candidato |
| ----------------------- | --- |
| Vencedor                | - Suécia - Patrik Sjöö |
| 2º. Lugar               | - Hong Kong - Ba Te Er |
| 3º. Lugar               | - Inglaterra - Christopher Bramell |
| 4º. Lugar               | - Angola - Maurício Eusébio |
| 5º. Lugar               | - Brasil - Ramon Pissaia |
| (TOP 16) Semifinalistas | - Alemanha - Marvin Osei - China - Tian Zeyu - Filipinas - Don McGyver - Eslováquia - Kristián Kučera - Espanha - Francisco Cortés - Guão - Jon Kanemoto - Líbano - Bilal Zaweel - República Dominicana - Digno Guerrero - Rússia - Andrey Kharkovskiy - Tailândia - Phiratthaphong Mooltribut - Venezuela - Francisco Gil Rivera |

### Prêmios Especiais
O concurso distribuiu os seguintes prêmios este ano:
| Prêmio                | País e candidato                        |
| --------------------- | --------------------------------------- |
| Mister Simpatia       | - Peru - Álvaro Paz                     |
| Mister Fotogenia      | - Hong Kong - Ba Te Er                  |
| Mister Popularidade 1 | - Tailândia - Phiratthaphong Mooltribut |
| Mister Melhor Corpo   | - Singapura - Muhammad Fuad             |
| Melhor Traje Típico   | - Tailândia - Phiratthaphong Mooltribut |

1. O eleito pelo voto popular garantiu vaga no Top 16.

### Ordem dos Anúncios
| 1. Tailândia 2. Alemanha 3. Guão 4. Espanha 5. Brasil 6. Filipinas 7. Hong Kong 8. Angola 9. Rússia 10. República Dominicana 11. Líbano 12. Eslováquia 13. Suécia 14. Venezuela 15. Inglaterra 16. China | 1. Brasil 2. Angola 3. Inglaterra 4. Hong Kong 5. Suécia |  |  |

## Quadro de Prêmios

### Prêmios Secundários
Prêmios menores, geralmente dado por patrocinadores:
| Prêmio                  | País e Candidato                        |
| Mister Charme           | - Romênia - Cristian Paraschiv          |
| Mister Vigour           | - Nova Zelândia - Francisco Gil         |
| Mister Passarela        | - Guão - Jon Kanemoto                   |
| Mister Sunshine Face    | - Fernando de Noronha - André Capalonga |
| Mister Personalidade    | - Venezuela - Francisco Gil             |
| Mister Melhor Imagem    | - Mongólia - Namjildorj Gan-Orchir      |
| Mister Modelo Sexy      | - Dinamarca - Le Quoc Sy                |
| Mister Modelo Fashion   | - Hong Kong - Ba Te Er                  |
| Mister Modelo Comercial | - Macau - Yu Xia Yang                   |
| Mister Charme Masculino | - República Checa - Jan Caha            |
| Best Stage TV Movie     | - Coreia do Sul - Han Sangheon          |
| Melhor Performance      | - Angola - Maurício Eusébio             |

### Melhores Modelos por Continente
O concurso também escolheu os melhores por continente:
| Prêmio                  | País e Candidato                        |
| Melhor Modelo - Ásia    | - China - Tian Ze Yu                    |
| Melhor Modelo - Europa  | - Alemanha - Marvin Osei                |
| Melhor Modelo - América | - República Dominicana - Digno Guerrero |
| Melhor Modelo - África  | - Angola - Maurício Eusébio             |

## Candidatos
Participaram desta edição 43 candidatos:
| Representação        | Candidato                 | Idade | Altura | Origem              | Ref.   |
| -------------------- | ------------------------- | ----- | ------ | ------------------- | ------ |
| Alemanha             | Marvin Osei               | 21    | 1.91   | Berlim              | [ 6 ]  |
| Angola               | Maurício Eusébio          | 23    | 1.87   | Luanda              | [ 7 ]  |
| Brasil               | Ramon Pissaia             | 25    | 1.87   | Castro              | [ 8 ]  |
| Bulgária             | Nikolay Cholakov          | 24    | 1.82   | Sófia               | [ 9 ]  |
| China                | Tian Ze Yu                | 22    | 1.81   | Pequim              | [ 10 ] |
| Chipre               | Charis Ioannou            | 24    | 1.83   | Nicósia             | [ 11 ] |
| Coreia do Sul        | Han Sangheon              | 19    | 1.91   | Seul                | [ 12 ] |
| Costa Rica           | Daniel Alfaro             | 25    | 1.83   | Grecia              | [ 13 ] |
| Dinamarca            | Le Quoc Sy                | 29    | 1.83   | Copenhaguem         | [ 14 ] |
| El Salvador          | David Montiel             | 20    | 1.83   | San Salvador        | [ 15 ] |
| Eslováquia           | Kristian Kucera           | 23    | 1.90   | Bratislava          | [ 16 ] |
| Espanha              | Francisco Cortés          | 25    | 1.88   | Múrcia              | [ 17 ] |
| Fernando de Noronha  | André Capalonga           | 28    | 1.88   | Muçum               | [ 18 ] |
| Filipinas            | Don MacGyver              | 26    | 1.90   | Manila              | [ 19 ] |
| Guão                 | Jon Kanemoto              | 25    | 1.91   | Hagåtña             | [ 20 ] |
| Holanda              | Maikey Evers              | 22    | 1.84   | Amsterdã            | [ 21 ] |
| Hong Kong            | Ba Te Er                  | 22    | 1.86   | Hong Kong           | [ 22 ] |
| Índia                | Grewal Gurmehar           | 20    | 1.86   | Nova Déli           | [ 23 ] |
| Indonésia            | Iwan Bigwanto             | 24    | 1.85   | Jacarta             | [ 24 ] |
| Inglaterra           | Christopher Bramell       | 23    | 1.85   | Liverpool           | [ 25 ] |
| Japão                | Hiroyuki Otsuka           | 35    | 1.84   | Tóquio              | [ 26 ] |
| Jeju                 | Choi Duck Won             | 25    | 1.88   | Seul                | [ 27 ] |
| Líbano               | Bilal Zaweel              | 27    | 1.91   | Beirute             | [ 28 ] |
| Macau                | Yu Xia Yang               | 22    | 1.82   | São Lourenço        | [ 29 ] |
| Malásia              | Ken Chung                 | 21    | 1.85   | Kuala Lumpur        | [ 30 ] |
| México               | Rodrigo Goyturtua         | 32    | 1.92   | Cidade do México    | [ 31 ] |
| Mianmar              | Moe Thu Ya Hywe           | 22    | 1.88   | Yangon              | [ 32 ] |
| Mongólia             | Namjildorj Gan-Orchir     | 25    | 1.83   | Ulaanbaatar         | [ 33 ] |
| Nepal                | Anoop Bikram Shahi        | 31    | 1.85   | Catmandu            | [ 34 ] |
| Nova Zelândia        | Michael Bureta            | 23    | 1.83   | Samoa               | [ 35 ] |
| Peru                 | Álvaro Paz-López          | 26    | 1.84   | Lima                | [ 36 ] |
| Polônia              | Mateusz Petromichelis     | 25    | 1.84   | Sosnowiec           | [ 37 ] |
| República Checa      | Jan Caha                  | 28    | 1.86   | Kouty u Třebíče     | [ 38 ] |
| República Dominicana | Digno Guerrero            | 25    | 1.85   | Peravia             | [ 39 ] |
| Romênia              | Cristian Paraschiv        | 31    | 1.86   | Bucareste           | [ 40 ] |
| Rússia               | Kharkovskiy Andrey        | 22    | 1.84   | Moscou              | [ 41 ] |
| Sibéria              | Ruslan Shcherbinin        | 23    | 1.92   | Moscou              | [ 42 ] |
| Singapura            | Fuad Al-Hakim             | 26    | 1.76   | Cidade de Singapura | [ 43 ] |
| Sri Lanca            | Gayan Harshapriya         | 26    | 1.81   | Colombo             | [ 44 ] |
| Suécia               | Patrik Biser Ivanov Sjöö  | 24    | 1.86   | Estocolmo           | [ 45 ] |
| Tailândia            | Phiratthaphong Mooltribut | 31    | 1.85   | Udon Thani          | [ 46 ] |
| Venezuela            | Francisco Gil Riera       | 27    | 1.91   | Valera              | [ 47 ] |
| Vietnã               | Tuan Hoang Vu             | 19    | 1.82   | Hanói               | [ 48 ] |

## Histórico

### Estatísticas
Candidatos por continente:
- Ásia: 18. (Cerca de 40% do total de candidatos)
- Europa: 14. (Cerca de 29% do total de candidatos)
- Américas: 8. (Cerca de 21% do total de candidatos)
- Oceania: 2. (Cerca de 6% do total de candidatos)
- África: 1. (Cerca de 4% do total de candidatos)

### Desistências
- Argélia - Riad Chaouche [49]
- Austrália - Andrew Francesco [50]
- Camarões - Hyacinthe Nyanguinda
- Canadá - Rui Teixeira [51]
- França - Bryan Weber [52]
- Grécia - George Gasteratos [53]
- Honduras - Kilber Gutiérrez [54]
- Letônia - Erik Priede [55]
- Nigéria - Sylvester Amu [56]
- Paquistão - Zeeshan Ali Shah [57]
- Porto Rico - Christian Trenche [58]
- Turquia - Ömer Faruk [59]

### Trocas
- Hong Kong - Liu Yi Jun [22] ► Ba Te Er
- Indonésia - David Putra [60] ► Iwan Bigwanto [61]
- Japão - Yusushi Takada [62] ► Hiroyuki Otsuka [26]